# Iskrets
Iskrets (bulgare : Искрец) est un village situé dans l'ouest de la Bulgarie. Il est surtout connu pour être le lieu de naissance de la chanteuse Sylvie Vartan.

## Géographie
Iskrets est situé dans l'ouest de la Bulgarie, à 50 km au nord-nord-ouest de la capitale Sofia. Il fait partie de la municipalité de Svogué (région de Sofia).
Le village est situé dans le massif du Grand Balkan, dans une vallée orientée ouest-est et qui est traversée par la rivière Iskrétska réka.

## Galerie

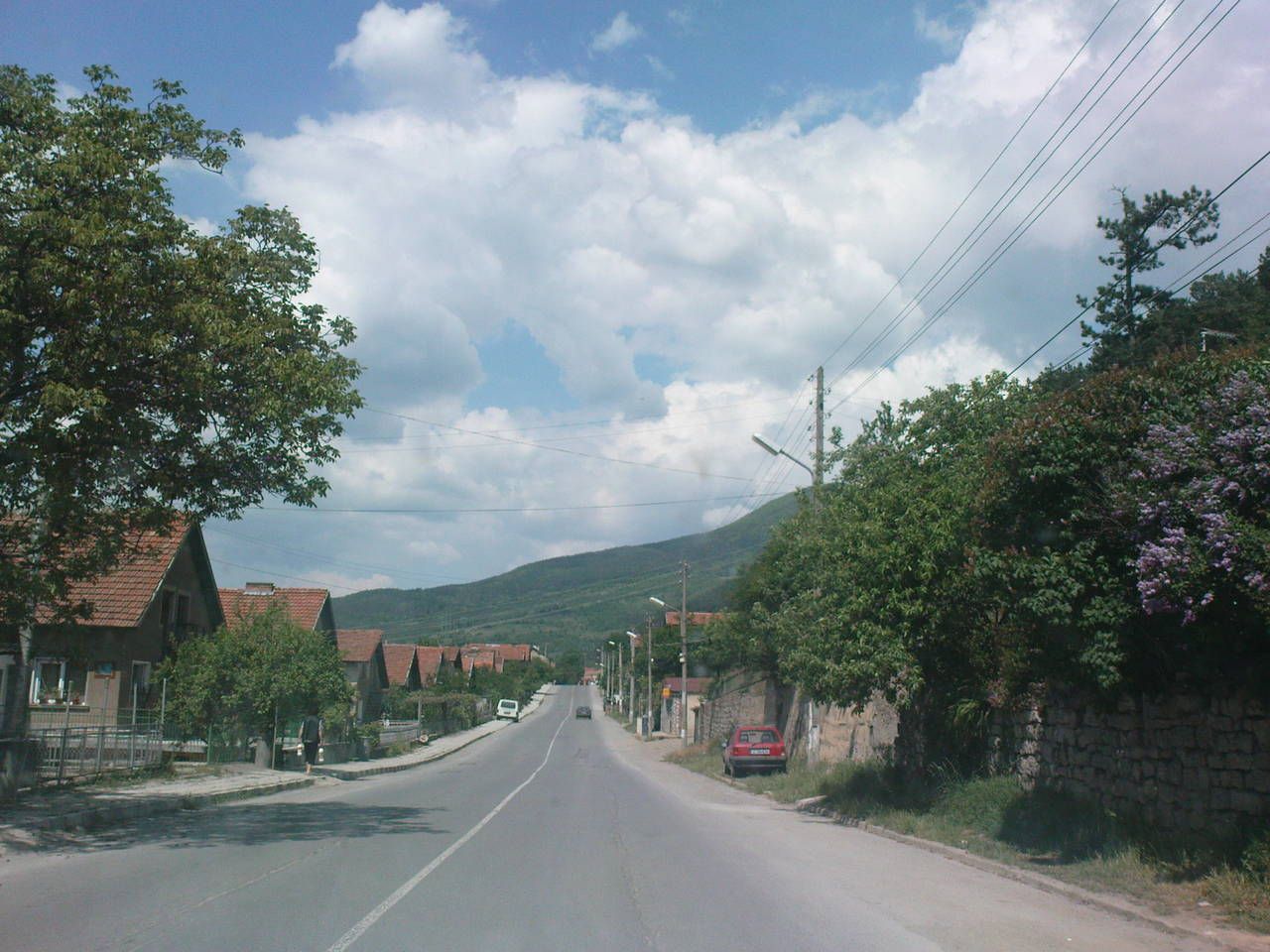
La route 164 qui traverse le village.
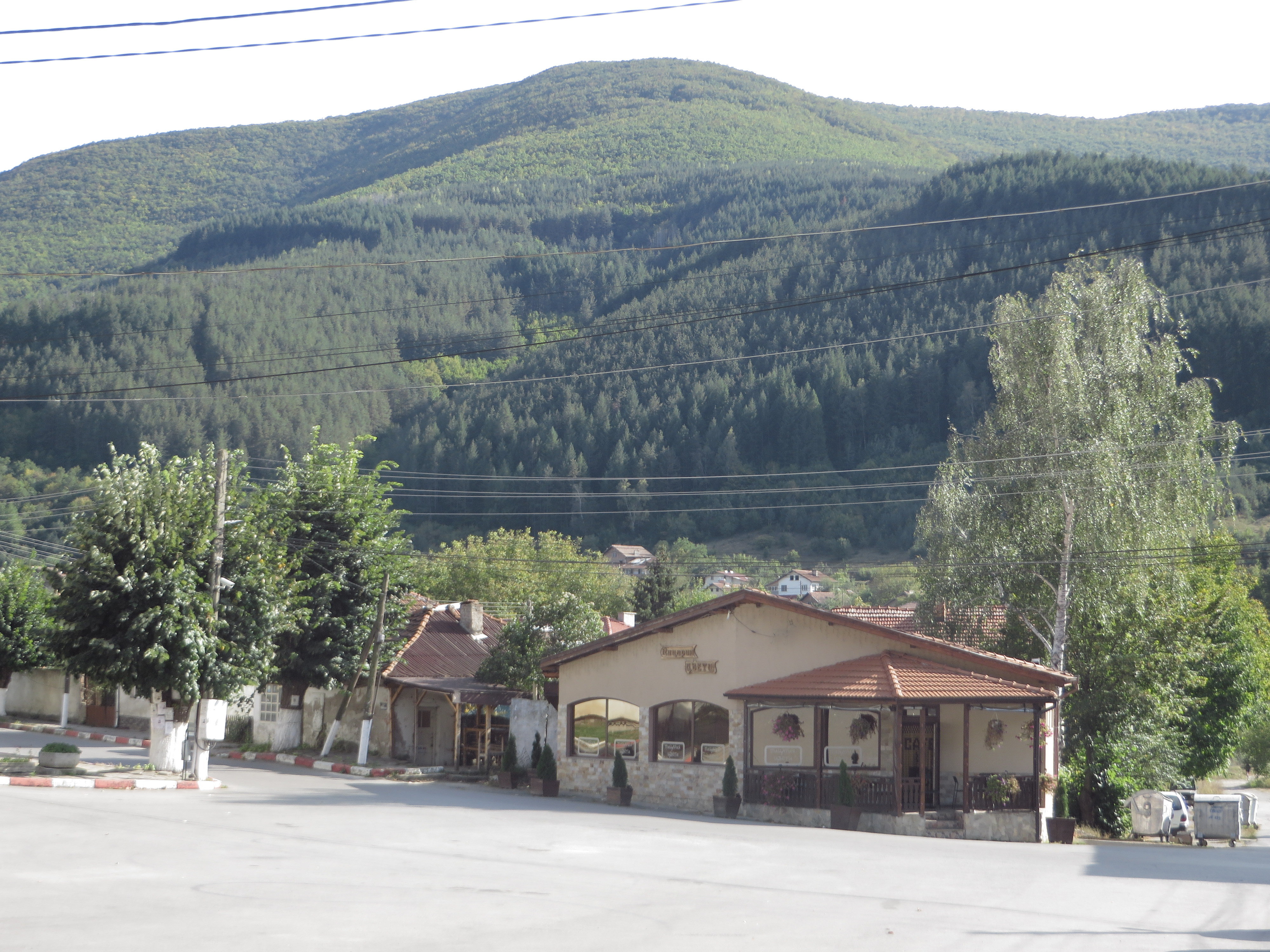
Vue depuis la place centrale, en direction du sud.